# Osnovno zdravilo
Osnovna oz. esencialna zdravila so po opredelitvi Svetovne zdravstvene organizacije (SZO) »tista zdravila, ki zadostijo potrebam zdravstvenega varstva večine prebivalstva; torej bi morala biti dostopna ves čas v zadostnih količinah in ustreznih oblikah, po ceni, ki si jo lahko skupnost privošči.« SZO vodi seznam teh zdravil, namenjen uradnim zdravstvenim službam posameznih držav, predvsem tistim v razvoju, ki lahko z njegovo pomočjo izberejo najkoristnejša zdravila za uporabo v sistemu javnega zdravstva, tako v smislu učinkovitosti kot cene, s tem pa optimizirajo svoje delovanje. Izbor opravljajo ekspertne skupine SZO. Zamišljen je kot modelni seznam, po katerem lahko posamezne države oblikujejo svoje sezname, ki so odvisni tudi od lokalnih specifik (na primer večji poudarek na zdravilih proti tropskim boleznim v tropih). Take sezname je sestavilo že preko 150 držav članic SZO.
Modelni seznam je razdeljen v dve kategoriji:
- temeljna zdravila so zdravila za najpomembnejše bolezni, ki so učinkovita, varna in imajo ugodno razmerje med učinkovitostjo in ceno.
- komplementarna zdravila so zdravila za najpomembnejše bolezni, ki so učinkovita, varna in imajo ugodno razmerje med učinkovitostjo in ceno, niso pa nujno lahko dostopna (v smislu stroškov) oz. je za njihovo uporabo morda potrebna specializirana zdravstvena infrastruktura.

Leta 2002 je bilo na njem 340 zdravil v 559 farmacevtskih oblikah.
Prva različica je izšla leta 1977 na pobudo Svetovne zdravstvene skupščine in je vsebovala 186 zdravil v 205 oblikah. Odtlej izdaja SZO revizije na vsaki dve leti. Izbor je sprva temeljil na izkušnjah in ekspertnih mnenjih, kasneje pa so dali glavno vlogo dokazom, objavljenim v pregledni strokovni literaturi. Zaradi napredka farmacije se je z leti močno povečala zastopanost nekaterih razredov zdravil, predvsem protistrupov, antialergikov, antineoplastikov, imunosupresivov itd. Z namenom zagotavljanja dostopnosti teh zdravil se je SZO na politični ravni angažirala pri sprejemanju mednarodnih trgovinskih sporazumov in podpori raziskavam ter razvoju novih zdravil.
Glavni kritik zamisli modelnega seznama je farmacevtska industrija, ki zagovarja mnenje, da omejevanje nabora zdravil škodi zasebni pobudi in lahko ogrozi razvoj ter dostopnost novih zdravil, s tem pa učinkovitost zdravstva, predvsem v razvitih državah. Stališče industrije je, da so tovrstni seznami dobri le za javno zdravstvo v najrevnejših državah. Po drugi strani pristop zagovarjajo in uporabljajo številne nevladne organizacije, kot sta Rdeči križ in Zdravniki brez meja, pa tudi strokovna združenja v nekaterih razvitih državah, denimo British Medical Association.
V Sloveniji je seznam dvodelen; Zakon o zdravilih opredeljuje esencialna zdravila kot »zdravila, ki so na podlagi najnovejših dognanj v biomedicinskih znanostih in sistemskih opredelitev v okviru nacionalnih zdravstvenih prioritet ob upoštevanju vzdržnosti javnih sredstev prepoznana kot nujno potrebna za izvajanje zdravstvenega varstva ljudi oziroma živali in so uvrščena v seznam esencialnih zdravil.« Poleg tega opredeljuje ločeno kategorijo nujno potrebnih zdravil, ki niso na prvem seznamu in »za katera izvajalec zdravstvene dejavnosti na terciarni ravni ali razširjeni strokovni kolegij za svoje področje pristojnosti utemelji nastanek nove zdravstvene potrebe«. Oba seznama določi minister, pristojen za zdravje, na predlog Javne agencije RS za zdravila in medicinske pripomočke.